# マオ (チャド)
マオ (Mao) は、チャドのカネム州の都市で、同州の州都である。

## 地理
ンジャメナの北北東226kmに位置し、チャドで16番目に多い都市である。
サハラ砂漠との境界であるためマオの植生は疎らである。

## 交通
砂漠外縁にある孤立した都市であり、陸路での移動は四駆かラクダに限られ、空路はマオ空港 (IATA : AMO, ICAO : FTTU) がある。

## 歴史
2013年10月、市場でイドリス・デビ側近が市民を射殺したことにより暴動が発生。
2015年9月30日午後8時頃、マオの主要な市場が全焼する大規模火災が発生。出火元は不明、死亡者は報告されていない。
2016年5月12日午前5時頃、大規模火災が発生。出火元は燃料貯蔵庫とされ、人的被害は報告されていない。

## 政治
国内の他地方と同様、土着のスルタンと中央政府による二重統治が続いている。地方分権に向けた動きは、両者の関係の複雑さと度重なる緊迫化で遮られてきた。

## 宗教
住民の大多数はムスリムだが、キリスト教会も2ヶ所（カトリックとプロテスタントが各1ヶ所）設けられている。

## 人口統計

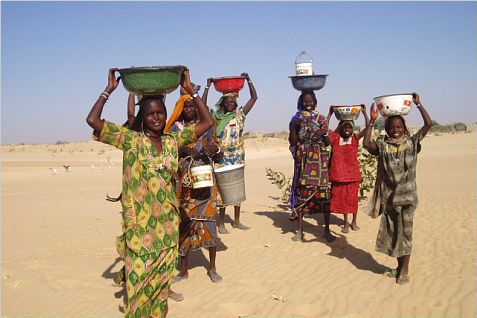
マオの女性

| 年   | 総人口 |
| ---- | ------ |
| 1993 | 13,277 |
| 2008 | 19,004 |
| 2019 | 50,000 |